# Jean Doublet
Jean Doublet (* zwischen 1528 und 1534 in Dieppe; † nach 1582) war ein französischer Schriftsteller.

## Leben und Werk
Jean Doublet stammte aus hoher und begüterter Familie. In der Nachfolge des Diepper Dichters und Seefahrers Jean Parmentier (1494–1529) und getragen von den Werken der Pléiade dichtete er Elegien, die in neuester Zeit kritisch herausgegeben wurden. Als Produkt normannischer Kultur sind sie von nationalem wie von regionalem Interesse. Daneben trat er mit einer Übersetzung der Memorabilien des Xenophon hervor. Seine Biographie ist weitgehend unbekannt.

## Werke
- Élégies de Jean Doublet Dieppoys. Langelier, Paris 1559.
  - Elégies suivies des épigrammes et rimes diverses. Hrsg. Damase Jouaust. Paris 1871. Nachdruck Slatkine, Genf 1969.
  - (kritische Ausgabe) Élégies. Hrsg. Hélène Hôte. Classiques Garnier, Paris 2013.
- (Übersetzer) Les mémoires de Xenofon Athenien, en quatre livres, traduits de grec en françois par Jan Doublet, de Dieppe, 1582.